# Kamışpınar, Bağlar
Kamışpınar là một xã thuộc quận Bağlar, tỉnh Diyarbakır, Thổ Nhĩ Kỳ. Dân số thời điểm năm 2008 là 320 người.